# Voces de Chernóbil
Voces de Chernóbil (en ruso Чернобыльская молитва) es un libro de estilo documental publicado en 1997 por la periodista bielorrusa Svetlana Aleksiévich, autora galardonada con el Premio Nobel de Literatura en 2015.
En 2005, Aleksiévich recibió en Estados Unidos el Premio del Círculo de Críticos Nacional del Libro (National Book Critics Circle Award) al mejor libro generalista de no ficción por la edición en inglés del libro.

## Temática

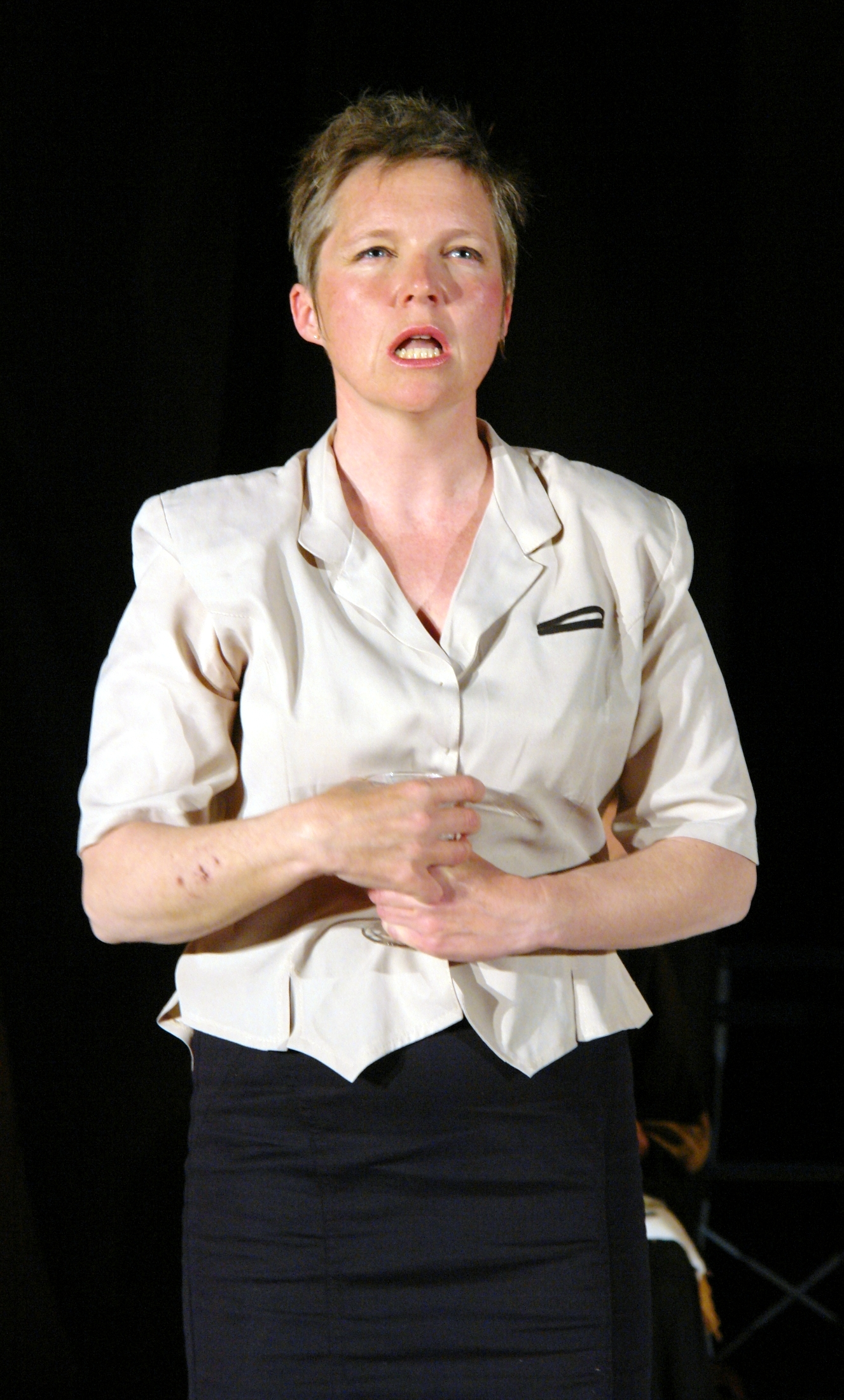
Imagen de una representación de una obra de teatro basada en el libro.

El libro recoge información recopilada durante diez años por la autora tras haber entrevistado a más de quinientas personas que fueron testigos del desastre de Chernóbil, Ucrania, entre los que se encuentran bomberos, liquidadores, políticos, físicos, psicólogos, residentes en la zona afectada, y también familiares de los anteriores fallecidos. En él se exploran las vidas diarias de los ciudadanos afectados de manera directa e indirecta, tanto física como psicológicamente, a raíz de la explosión de la central nuclear.